# Micichiton grandispina
Micichiton grandispina is een keverslakkensoort uit de familie van de Lepidochitonidae. De wetenschappelijke naam van de soort is voor het eerst geldig gepubliceerd in 1975 door Sirenko.